# زنگ‌آوای کرانه خاوری
زنگ‌آوای کرانه خاوری (نام علمی: Laniarius sublacteus) نام یک گونه از سرده زنگ‌آواها است.